# Nothocercus nigrocapillus
Il tinamo dal cappuccio (Nothocercus nigrocapillus (G.R. Gray, 1867))  è un uccello della famiglia Tinamidae.

## Descrizione
Lunghezza: 32–35 cm.

## Distribuzione e habitat
Perù e Bolivia.

## Sistematica
Sono note le seguenti sottospecie:
- Nothocercus nigrocapillus nigrocapillus (Gray, 1867) - diffusa dal Perù centrale alla Bolivia settentrionale
- Nothocercus nigrocapillus cadwaladeri Carriker, 1933 - con areale ristretto al Perù nord-occidentale